# مسجد رضو
مسجد رضو مربوط به اواخر دوره قاجار است و در شهرستان گناباد، بخش کاخک، روستای رضو واقع شده و این اثر در تاریخ ۱۹ مرداد ۱۳۸۴ با شمارهٔ ثبت ۱۲۹۱۹ به‌عنوان یکی از آثار ملی ایران به ثبت رسیده است.